# Xerosaprinus martini
Xerosaprinus martini är en skalbaggsart som först beskrevs av Henry Clinton Fall 1917.  Xerosaprinus martini ingår i släktet Xerosaprinus och familjen stumpbaggar. Inga underarter finns listade i Catalogue of Life.